# Dublin (Indiana)
Dublin es un pueblo ubicado en el condado de Wayne en el estado estadounidense de Indiana. En el Censo de 2010 tenía una población de 790 habitantes y una densidad poblacional de 561,73 personas por km².

## Geografía
Dublin se encuentra ubicado en las coordenadas 39°48′46″N 85°12′19″O / 39.81278, -85.20528. Según la Oficina del Censo de los Estados Unidos, Dublin tiene una superficie total de 1.41 km², de la cual 1.38 km² corresponden a tierra firme y (2.03%) 0.03 km² es agua.

## Demografía
Según el censo de 2010, había 790 personas residiendo en Dublin. La densidad de población era de 561,73 hab./km². De los 790 habitantes, Dublin estaba compuesto por el 97.97% blancos, el 0.25% eran afroamericanos, el 0% eran amerindios, el 0.51% eran asiáticos, el 0% eran isleños del Pacífico, el 0% eran de otras razas y el 1.27% pertenecían a dos o más razas. Del total de la población el 0.89% eran hispanos o latinos de cualquier raza.